# Selyemgombolyító (Óbuda)
A selyemgombolyító Budapest és Óbuda textiliparának egyik korai emléke, a centrális elrendezésű ipari műemléképületek ritka példája. A lakótelepi házak tövében álló egyemeletes, ovális alakú épülettömb valaha selyemmanufaktúra volt, innen kapta a nevét.

## A selyemcérnázó (filatórium)
Magyarország első nagyobb manufaktúrái a textilszakmában, többek között a selyemgyártásban alakultak ki a 18. század utolsó harmadában. Mária Terézia ösztönözte a hazai selyemhernyó-tenyésztést és a gubók begyűjtését, mert az ausztriai selyemiparnak alapanyagra volt szüksége. II. József – iparpártoló tevékenysége részeként – Óbudán selyemfeldolgozó üzemeket kívánt létesíteni.
Először a selyemcérnázó üzem készült el 1781-ben. A filatórium ötemeletes épülettömbjével, vízi energiával meghajtott 3420 orsójával a maga korában a Monarchia legnagyobb ilyen létesítménye volt, de éppen emiatt rövid életűnek bizonyult. A vízikerekek mérete, a felduzzasztott patakok vizének energiája kevés lehetett a hatalmas létesítmény folyamatos működtetéséhez. Üzemeltetését az évtized végén beszüntették, épületének csak a tervrajzai maradtak fenn. A felépítését bemutató makett a Textil- és Textilruházati Ipartörténeti Múzeum (korábbi nevén: Textilmúzeum) állandó kiállításán sok éven át volt látható. 
A magyar selyemipar megalapozói olaszok voltak, a "fonógép" olaszul "filatore". Az egykori filatórium emlékét őrzi a Filatori-dűlő (németül korábban: Filatorie Felder) és a Filatorigát neve, a HÉV-megálló ma is ezt a nevet viseli.

## A selyemgombolyító
A selyemgyártás első fázisa a selyemgombolyítás. A selyemhernyók gubójában lévő bábot forró levegővel elpusztítják, majd a gubókat forró vízben áztatják és letekerik róluk a vékony, de akár több száz méter hosszúságot is elérő vékony selyemszálakat. Így alakul ki a még sodratlan alapanyag, a nyersselyem.
Második lépésként a filatóriumban (vagy cérnázóban, fonóban) a nyersselymet dolgozzák fel: a finom selyemszál összesodrásával, vastagabbá fonásával alakul ki a szőhető selyemcérna.

### Történeti áttekintés
Az 1780-as években több selyemgombolyító is létesült az országban. 1784-ben II. József az itáliai Agostino Mazzocato (Mazzocato Ágoston) mestert bízta meg, hogy az óbudai kamarai birtokon selyemgombolyítót létesítsen és működtessen. Az épület Mazzocato elképzelései alapján, Joseph Tallherr (Tallherr József, 1730 – 1807) kamarai másodépítész (később az Országos Építészeti Igazgatóság vezetője) véglegesített tervei szerint készült el, és azt 1786 nyarán adták át rendeltetésének. Nem sokkal később II. József személyesen is megtekintette az új létesítményt. Az idős Mazzocato 1814-ben bekövetkezett haláláig vezette a selyemgombolyítót, tőle fia vette át az irányítást.
Egy angol utazó szerint 1793-ban az épület elhagyott volt, de ez az állítás inkább a közeli filatórium épületére vonatkozhatott. Az óbudai selyemgombolyító valószínűleg az 1830-as évekig működött. Az 1838-as nagy árvíz után a kincstártól a Dunagőzhajózási Társaság vásárolta meg az épületet, majd a belső részeket teljesen átalakíttatta.
Az egykori manufaktúra épülete az 1970-es évek elejéig lakóház volt és egyre elhanyagoltabb lett. 1975-ben elhatározták felújítását, tíz évvel később megnyitották, és az épület a közművelődés, többek között a táncházmozgalom egyik népszerű színterévé vált. Később is több kulturális intézmény (könyvtár, folyóirat szerkesztőség, film- és videostúdió, civil szervezet) kapott helyet helyiségeiben.

### Épülete
Az egykori selyemgombolyító épülete máig fennmaradt, eredeti tervrajzait is ismerjük. Kívülről az épület leghangsúlyosabb része a kissé előreugró bejárat, fölötte sima timpanonnal. Az emeletre egy-egy szépen ívelt lépcsőkar vezet fel. A copf stílusú homlokzat igényes, de mégis díszítések nélküli kialakítása jelzi, hogy az épületet ipari célra szánták, de még a gyáripar megjelenése előtti korban emelték.
Az egyemeletes, ovális alakú manufaktúraépület egy földszintes épületsor udvarán áll. Szokatlan formája nem a selyemgombolyítás műveletével, hanem talán avval magyarázható, hogy így könnyebben szemmel tarthatták a munka menetét. Belül a földszint is, az emelet is eredetileg egyetlen, jól belátható tér volt, és a két szint között nem volt lépcső, összeköttetés. Az önálló helyiségekből álló épületbelső a 19. századi átalakítás eredménye, ekkor készülhetett a belső udvaron körbefutó függőfolyosó is.
Budapest ostroma idején az épület megrongálódott. A háborús sérüléseket helyreállították, majd 1955–56-ban az épületet restaurálták, ekkor állították vissza az eredeti homlokzatot is. A belső udvart az 1970-80-as évek felújítása során üvegtetővel fedték be.

## Képtár

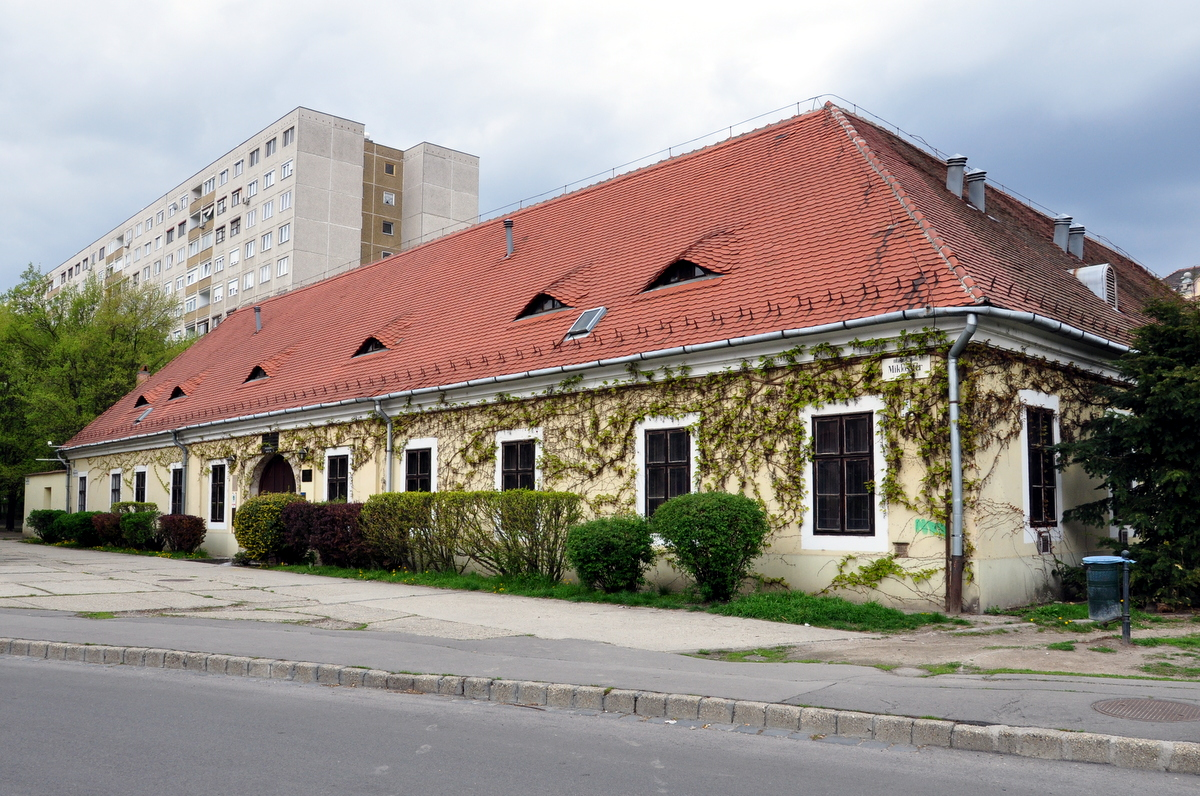
A selyemgombolyító Harrer utcai épülete
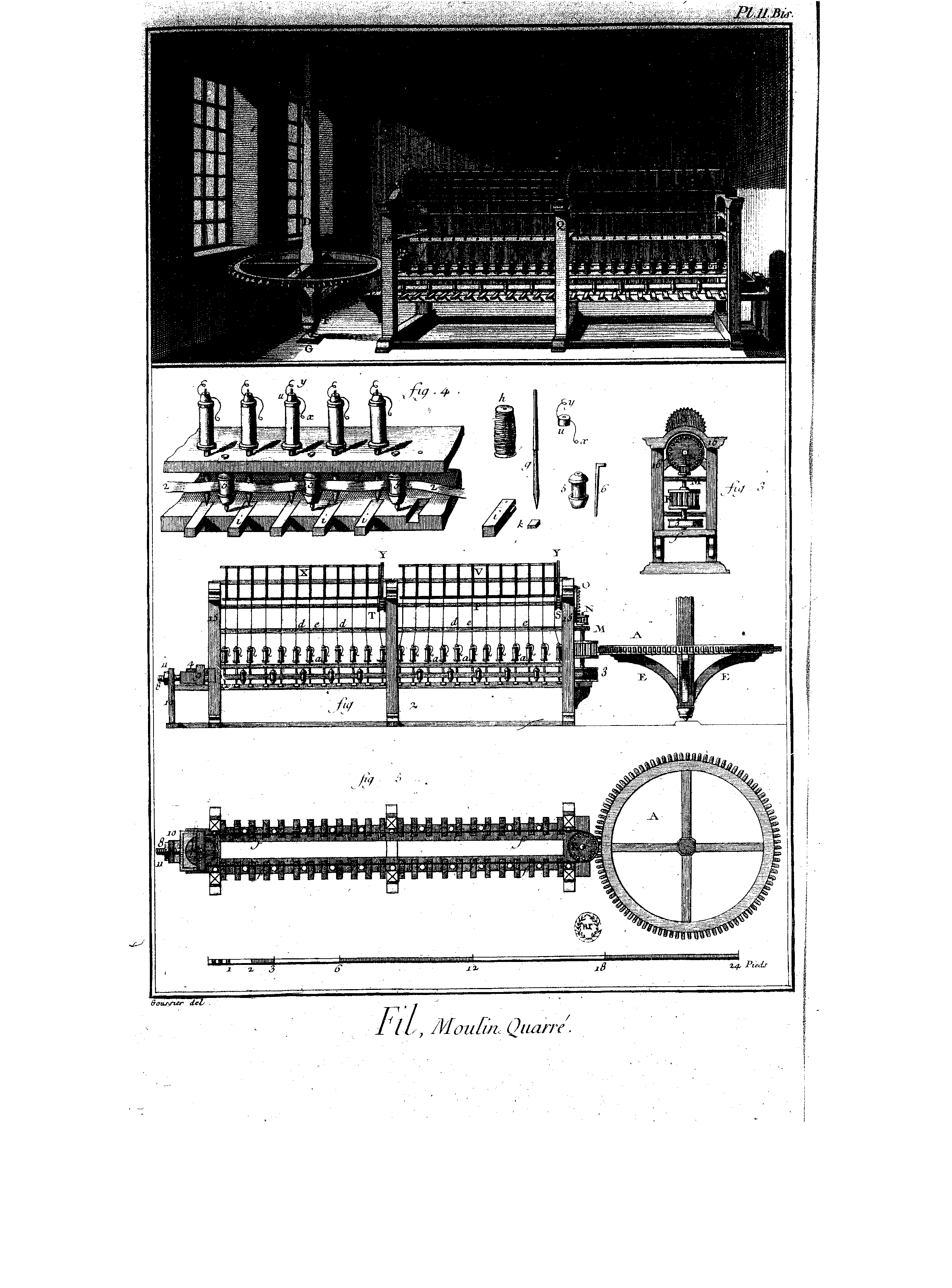
Egy 17. századi filatórium meghajtórendszerének sematikus ábrája az Encyclopédie egy lapján
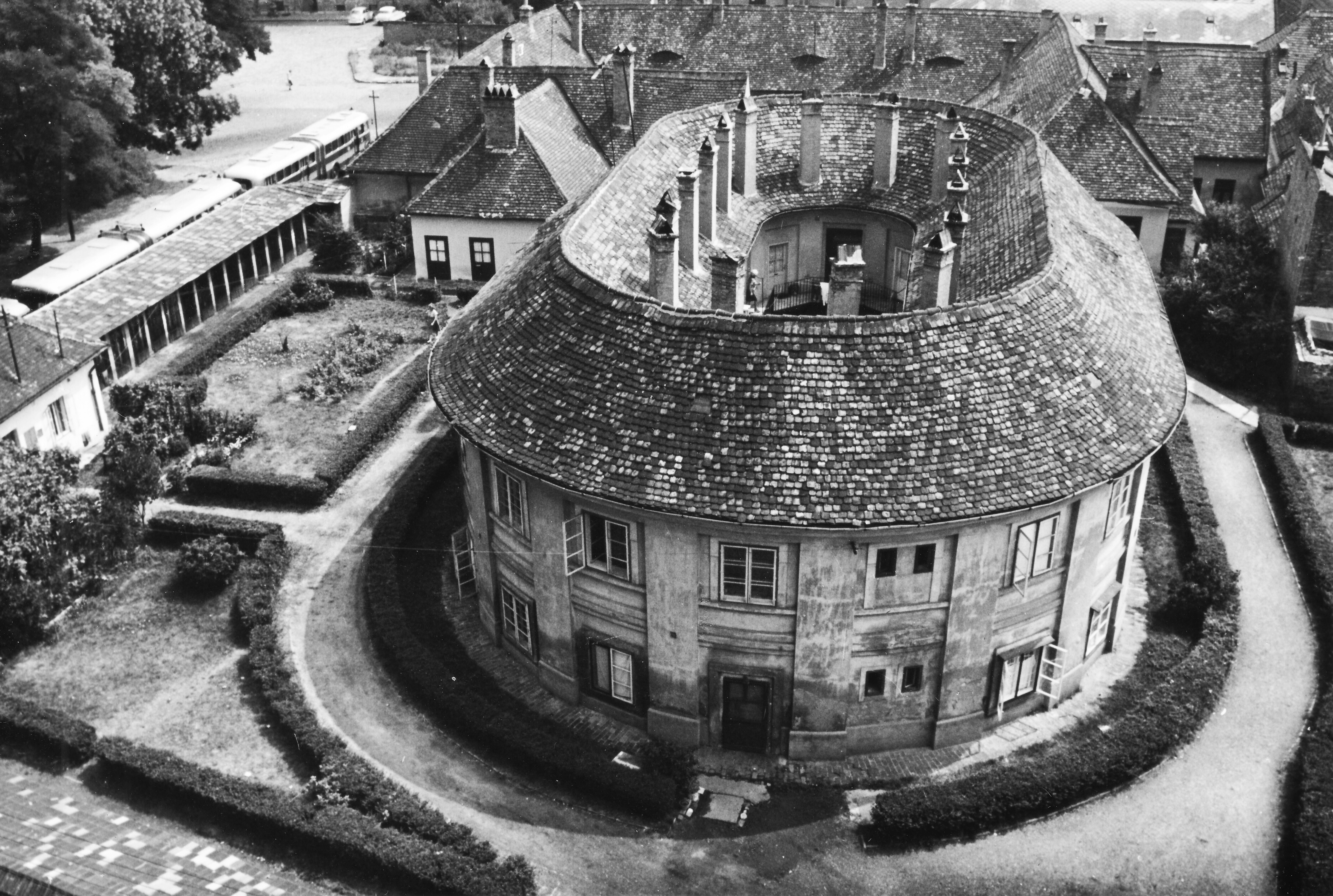
A selyemgombolyító épülete 1970-ben
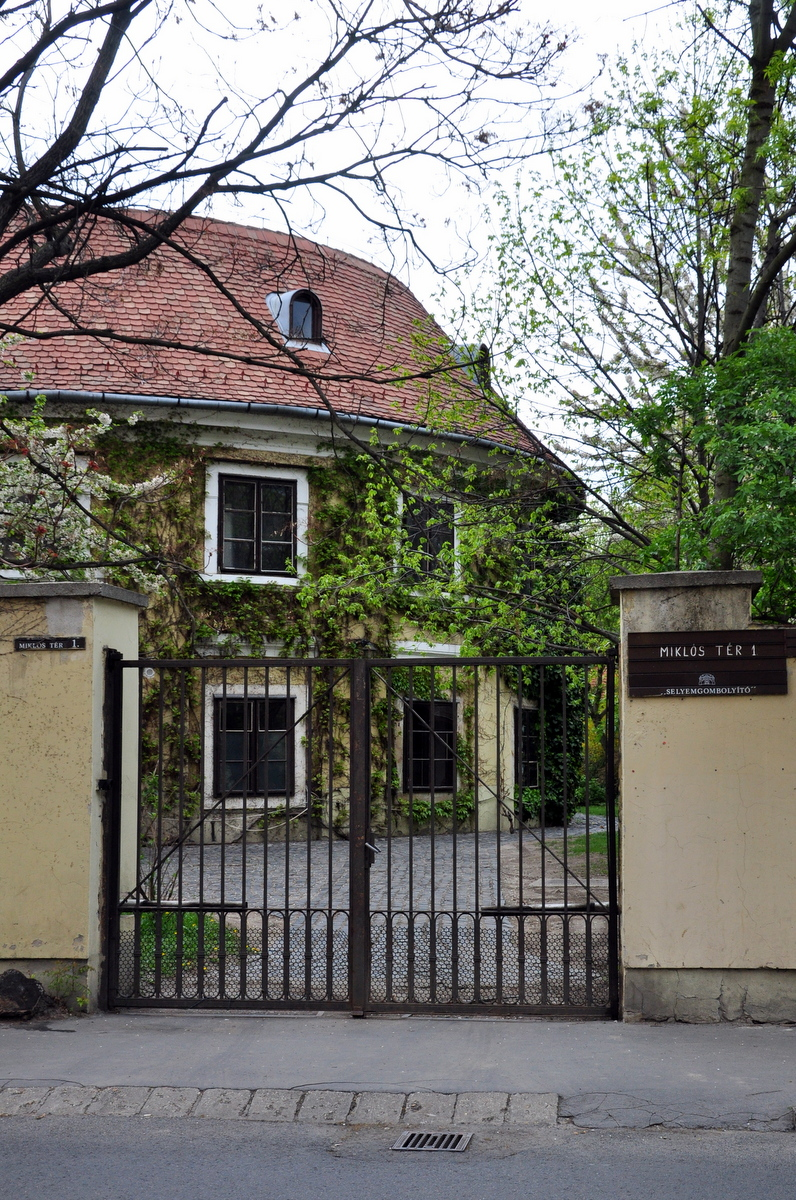
Bejárat a Miklós tér felől